# U3 (Wenen)
U3 is een metrolijn in de Oostenrijkse hoofdstad Wenen. Het is (anno 2019) de nieuwste metrolijn van Wenen met een lengte van 13,5 km en 21 stations. Men is in 1983 begonnen met bouwen en het eerste gedeelte werd in 1991 geopend. Daarna werd de lijn aan beide zijden verlengd, voor het laatst in december 2000.

## Stations
| Station             | Overstappunt                         | Foto * | Type                         | Geopend          | Ligging                        | District             |
| ------------------- | ------------------------------------ | ------ | ---------------------------- | ---------------- | ------------------------------ | -------------------- |
| Wien Ottakring      | S45                                  | 700 !  | viaductstation               | 5 december 1998  | 48° 12′ 40″ NB, 16° 18′ 40″ OL | Ottakring            |
| Kendlerstraße       |                                      | 710 !  | ondiep gelegen zuilenstation | 5 december 1998  | 48° 12′ 16″ NB, 16° 18′ 33″ OL | Ottakring            |
| Hütteldorfer Straße |                                      | 720 !  | ondiep gelegen zuilenstation | 5 december 1998  | 48° 11′ 59″ NB, 16° 18′ 43″ OL | Penzing              |
| Johnstraße          |                                      | 730 !  | ondiep gelegen zuilenstation | 3 september 1994 | 48° 11′ 51″ NB, 16° 19′ 14″ OL | Rudolfsheim-Fünfhaus |
| Schweglerstraße     |                                      | 740 !  | dubbelgewelfdstation         | 3 september 1994 | 48° 11′ 54″ NB, 16° 19′ 42″ OL | Rudolfsheim-Fünfhaus |
| Westbahnhof         | S50                                  | 750 !  | pylonenstation               | 7 oktober 1989   | 48° 11′ 35″ NB, 16° 19′ 26″ OL | Neubau               |
| Zieglergasse        |                                      | 760 !  | kuip                         | 4 september 1994 | 48° 11′ 49″ NB, 16° 20′ 45″ OL | Neubau               |
| Neubaugasse         |                                      | 950 !  | kuip                         | 4 september 1994 | 48° 11′ 55″ NB, 16° 21′ 3″ OL  | Mariahilf            |
| Volkstheater        |                                      | 1050 ! | kuip                         | 30 augustus 1980 | 48° 12′ 18″ NB, 16° 21′ 29″ OL | Innere Stadt         |
| Herrengasse         |                                      | 1060 ! | dubbelgewelfdstation         | 6 april 1991     | 48° 12′ 34″ NB, 16° 21′ 57″ OL | Innere Stadt         |
| Stephansplatz       |                                      | 1070 ! | kolommenstation              | 18 november 1978 | 48° 12′ 29″ NB, 16° 22′ 18″ OL | Innere Stadt         |
| Stubentor           |                                      | 1080 ! | dubbelgewelfdstation         | 6 april 1991     | 48° 12′ 27″ NB, 16° 22′ 46″ OL | Innere Stadt         |
| Wien Mitte          | S1, S2, S3, S4, S7, S8, S9, S15, CAT | 1090 ! | ondiep gelegen zuilenstation | 15 augustus 1978 | 48° 12′ 23″ NB, 16° 23′ 5″ OL  | Landstraße           |
| Rochusgasse         |                                      | 1800 ! | ondiep gelegen zuilenstation | 6 april 1991     | 48° 12′ 9″ NB, 16° 23′ 28″ OL  | Landstraße           |
| Kardinal-Nagl-Platz |                                      | 1810 ! | kuip                         | 6 april 1991     | 48° 11′ 51″ NB, 16° 23′ 59″ OL | Landstraße           |
| Schlachthausgasse   |                                      | 1820 ! | ondiep gelegen zuilenstation | 6 april 1991     | 48° 11′ 40″ NB, 16° 24′ 25″ OL | Landstraße           |
| Erdberg             |                                      | 1830 ! | maaiveld                     | 6 april 1991     | 48° 11′ 29″ NB, 16° 24′ 52″ OL | Landstraße           |
| Gasometer           |                                      | 1840 ! | kuip                         | 2 december 2000  | 48° 11′ 7″ NB, 16° 25′ 3″ OL   | Simmering            |
| Zippererstraße      |                                      | 1850 ! | dubbelgewelfdstation         | 2 december 2000  | 48° 10′ 47″ NB, 16° 24′ 41″ OL | Simmering            |
| Enkplatz            |                                      | 1860 ! | dubbelgewelfdstation         | 2 december 2000  | 48° 10′ 31″ NB, 16° 24′ 55″ OL | Simmering            |
| Wien Simmering      | S8, S9, S80                          | 1870 ! | kuip                         | 2 december 2000  | 48° 10′ 13″ NB, 16° 25′ 12″ OL | Simmering            |

* De sorteerwaarde van de foto is de ligging langs de lijn.